# 세이르
세이르(아이슬란드어: Þeyr)는 1980년 결성한 아이슬란드의 뉴웨이브 밴드이다. 1980년부터 1982년까지 3장의 정규 음반을 발매하였으며, 1982년 개봉한 영화 《로크 이 레이캬비크》에 출연하고 사운드트랙에도 참여하였다. 밴드가 해체한 후 멤버들은 슈가큐브스 등 다양한 후신 밴드를 결성하여 계속 음악 활동을 이어나갔다.

## 디스코그래피
정규 음반
- 1980 - Þagað í Hel (SG-Hljómplötur)
- 1981 - Mjötviður Mær (Eskvímó)
- 1982 - As Above... (Shout)
- 2001 - Mjötviður til Fóta (Esquimaux Management), 컴필레이션 음반.

싱글/EP:
- 1981 - Life Transmission (Fálkinn/Eskvímó)
- 1981 - Iður til Fóta (Eskvímó)
- 1982 - The Fourth Reich (Mjöt/Shout)
- 1983 - Lunaire (Gramm)

미발매 - 나이스랜드
- 1983 - "Guess Again", "Catalyst", "Take What’s Mine".

피처링:
- 1981 - Brennu-Njálssaga (Íslenska kvikmyndasamsteypan), 프리드리크 소르 프리드릭손 감독 영화 사운드트랙.
- 1981 - Northern Lights Playhouse (Fálkinn), 아이슬란드 컴필레이션.
- 1982 - Rokk í Reykjavík (Hugrenningur), 프리드리크 소르 프리드릭손 감독 다큐멘터리 사운드트랙.
- 1987 - Geyser - Anthology of the Icelandic Independent Music Scene of the Eighties (Enigma Records), 아이슬란드 컴필레이션.
- 1996 - Cold Fever (Iceland Film Corporation), 프리드리크 소르 프리드릭손 감독 영화 사운드트랙
- 1998 - Nælur (Spor), 아이슬란드 컴필레이션

영화:
- 1982 - Rokk í Reykjavík (Íslenska kvikmyndasamsteypan), 프리드리크 소르 프리드릭손 감독

Video clip:
- 1982 - "Blood"